# Kubelbrücke
Die Kubelbrücke ist eine historische gedeckte Holzbrücke über den Fluss Urnäsch  zwischen Herisau und Stein AR. Es handelt sich neben der Holzbrücke Hundwil um die einzige erhaltene Brücke des Baumeisters Hans Ulrich Grubenmann.

## Baugeschichte
1778 zerstörte ein Hochwasser eine ältere Brücke. Grubenmann konstruierte die neue Brücke im Jahr 1780. Trotz der geringen Länge von 30 Metern legte der Brückenbauer Wert auf ein ausgeklügeltes Hängewerk-System. Der fünfseitige polygonale Brückenbogen ist im Innern der gedeckten Brücke sichtbar.
Die Dachbinder wurden mit Sprüchen versehen, weshalb sie den Übernamen sprechende Brücke erhielt. Die Brücke ist ein Bauwerk auf dem St. Galler Brückenweg.